# Viaje a Darjeeling
Viaje a Darjeeling (The Darjeeling Limited en inglés) es una comedia dramática del 2007 dirigida por Wes Anderson y protagonizada por Owen Wilson, Adrien Brody, y Jason Schwartzman. Fue escrita por Anderson, Schwartzman y Roman Coppola. La película también cuenta con la colaboración a modo de cameo de Waris Ahluwalia, Amara Karan, Barbet Schroeder, Anjelica Huston, Natalie Portman, Irrfan Khan y Bill Murray.

## Sinopsis
Tres hermanos estadounidenses - Francis Whitman (Owen Wilson), Peter Whitman (Adrien Brody) y Jack Whitman (Jason Schwartzman)- que han estado sin contacto durante un año, tras la muerte de su padre se reencuentran y se embarcan en un viaje en tren a través de la India con el fin de encontrarse a sí mismos y reconciliarse los unos con los otros, para volver a ser hermanos tal y como lo eran antes. Se van en la línea de ferrocarril Darjeeling Limited, sin embargo, su búsqueda espiritual cambia de sentido bruscamente cuando son expulsados del tren, abandonados en medio del desierto con once maletas, una impresora y una máquina laminadora. En ese momento comienza un nuevo e improvisado viaje que les aleja de su objetivo principal.

## Reparto
- Owen Wilson como Francis Whitman.
- Adrien Brody como Peter Whitman.
- Jason Schwartzman como Jack Whitman.
- Anjelica Huston como Patricia.
- Waris Ahluwalia como el mayordomo.
- Amara Karan como Rita.
- Natalie Portman como la exnovia de Jack.
- Wallace Wolodarsky como Brendan.
- Bill Murray como el empresario.
- Camilla Rutherford como Alice Whitman.
- Barbet Schroeder como el mecánico.
- Irrfan Khan como el padre.
- A.P. Singh como el taxista.
- Kumar Pallana como un anciano.
- Dalpat Singh como el camarero.
- Trudy Matthys como una alemana.
- Margot Gödrös como una alemana.
- Hitesh Sindi como el vendedor de electrónica.
- Kishen Lal como el vendedor de zapatos.
- Bhawani Sankar como el vendedor de spray de pimienta.
- Mukhtiar Bhai como el vendedor de mascotas.
- Suraj Kumar como el lustrabotas.
- Kapil Dubey como un niño ciclista.
- Mulchand Dedhia como un ingeniero.
- Dinesh Bishnoi como el chico mayor.
- Mukesh Bishnoi como el chico del medio.
- Ramesh Bishnoi como el chico menor.
- Sriharsh Sharma como el niño con pañuelo.
- Chanduram Bishnoi como un anciano del pueblo.
- Sajjanji Bishnoi como un doctor.
- Pukaram Bishnoi como un anciano del pueblo.
- Shushila Devi como la mamá.
- Ratan Lal Ji como un pueblerino.
- Arun Bishnoi como un pueblerino.
- Jhalaram Bishnoi como un pueblerino.
- Mularam Bishnoi como un pueblerino.
- Anand Pathe como un pueblerino.
- Bhawar Lal como un pueblerino.
- Kaana Ram como un pueblerino.
- Rupa Ram como un pueblerino.
- Shava Ram como un pueblerino.
- Ruka Ram como un pueblerino.
- Bhura Ram como un pueblerino.
- Buramji Ram como un pueblerino.
- Tuka Ram como un pueblerino.
- Bhanwar Singh como un pueblerino.
- Bhanwar Paliwal como un puebelerino.
- Moti Ram como un pueblerino.
- Kishna Ram como un pueblerino.
- Khewal Ram Paliwal como un pueblerino.
- Rajeev Acharya como un pueblerino.
- Jai Prakash Sharma como un hombre en el autobús.
- Badhri Dave como un sacerdote hindú.
- Vincetta Easley como el cajero del garaje.
- John Joseph Gallagher como el camionero.
- G.B. Singh como el piloto.
- Bhavna Narang como una azafata.
- Sunil Chhabra como un copiloto.
- Narender Singh Hada como un copiloto.
- Thupten Gyatso como Oberoi.
- Gurdeep Singh como un auxiliar de vuelo.
- Charu Shankar como un líder bencalí.

## Banda sonora
La banda sonora de la película presenta tres canciones de The Kinks, "Powerman", "Strangers" y "This Time Tomorrow", todas procedentes del disco de 1970, Lola versus Powerman and the Moneygoround, Part One, así como "Play With Fire" de The Rolling Stones. "Where Do You Go To (My Lovely)" de Peter Sarstedt está presente en más de una escena de la película. La mayor parte de la banda sonora, de todas formas, está compuesta por el cineasta Bengalí Satyajit Ray y otros artistas de la industria cinematográfica de India. Incluye "Charu's Theme", de la película de 1964, Charulata, piezas de Shankar Jaikishan y obras clásicas de Claude Debussy y Ludwig van Beethoven. En la última escena y en los títulos de crédito suena entera la canción "Aux Champs Elysées" de Joe Dassin.